# Justizvollzugsanstalt Neumünster
Die Justizvollzugsanstalt Neumünster in der Boostedter Straße 30 befindet sich im Zentrum von Neumünster.

## Nutzung
Die JVA Neumünster ist mit 454 Haftplätzen, davon 394 im geschlossenen Vollzug, die zweitgrößte JVA in Schleswig-Holstein. Die JVA ist eine Einrichtung des Erstvollzuges (Haftdauer bis zu fünf Jahren) für männliche Erwachsene. Zudem ist sie für den Vollzug von Untersuchungshaft im Landgerichtsbezirk Kiel zuständig.

## Gebäude
Die Gebäude wurden von 1901 bis 1905 als Zentralgefängnis Neumünster errichtet. Die damals erbauten Häuser sind in die Liste der Kulturdenkmale in Neumünster eingetragen und stehen unter Denkmalschutz. Das Gelände ist von einer 685 Meter langen Mauer umgeben. Am Holsatenring befinden sich drei Gebäude außerhalb der Mauer, zwei von ihnen, mit zusammen 44 Plätzen, werden für den Offenen Vollzug genutzt. Das Landesgut Moltsfelde gehört ebenfalls zur JVA, dort gibt es 22 Plätze des Offenen Vollzuges. Im dritten Gebäude am Holsatenring befindet sich die Justizvollzugsschule, in der Bedienstete des Allgemeinen Vollzugsdienstes und des Werkdienstes ausgebildet werden. An der Boostedter Straße 32 befindet sich das ehemalige Direktorenhaus, ebenfalls außerhalb der Mauer. Zusammen mit dem Gefängnis wurde das Gerichtsgebäude für das Amtsgericht Neumünster an der Boostedter Straße 26 errichtet.

## Bekannte Häftlinge und Insassen

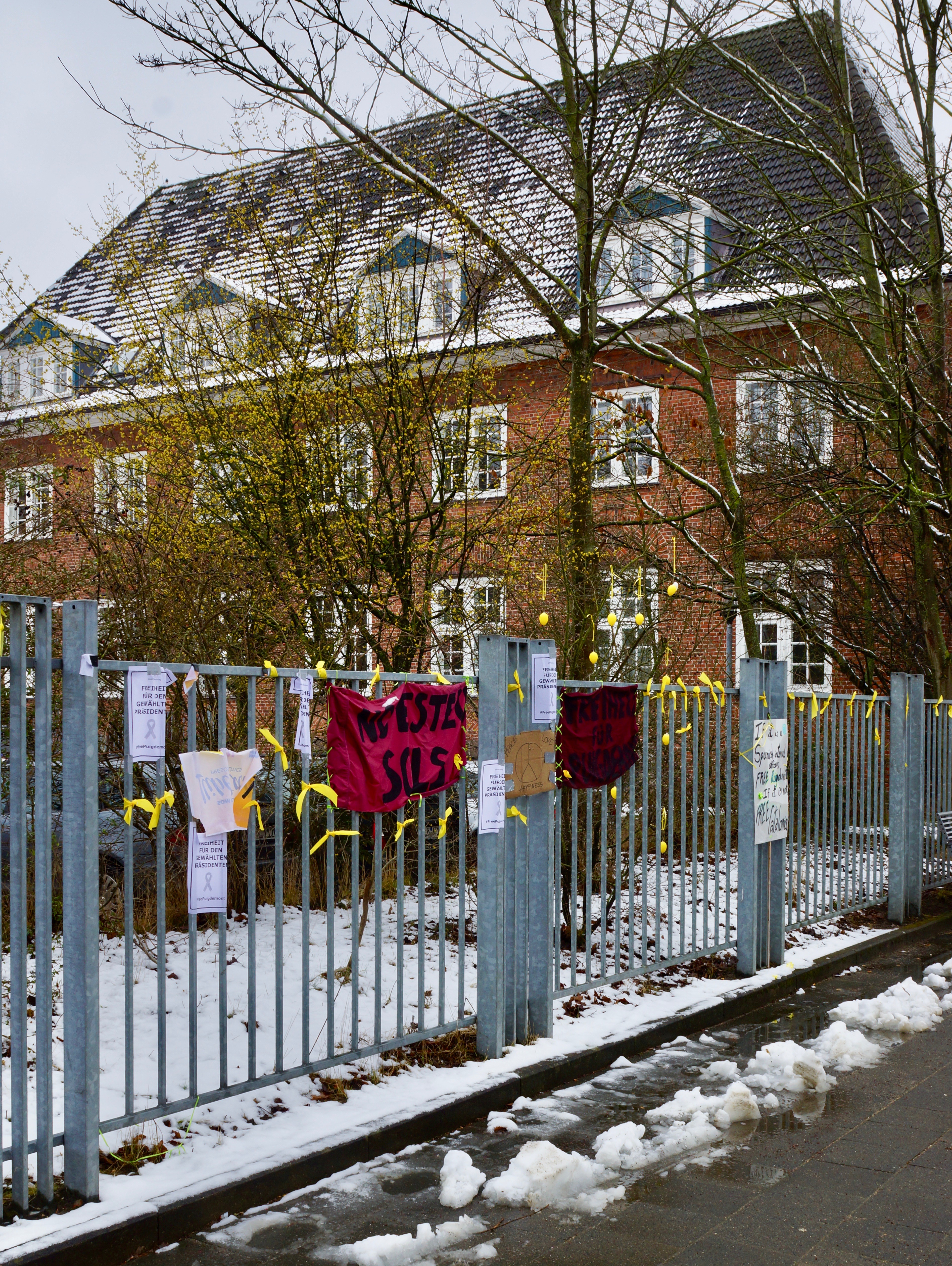
Proteste gegen die Inhaftierung Puigdemonts

Gefangener war der Schriftsteller Hans Fallada, der seine dortigen Hafterfahrungen im Roman Wer einmal aus dem Blechnapf frißt schildert. Auch Falladas Roman Bauern, Bonzen und Bomben über die schleswig-holsteinische Landvolkbewegung hat einen Bezug zum Neumünsteraner Gefängnis.
Am 25. März 2018 wurde der spanische Politiker Carles Puigdemont aufgrund eines europäischen Haftbefehls zur Untersuchungshaft eingeliefert, aus welcher er am 6. April 2018 unter Auflagen entlassen wurde.